# Nia Suardiaz

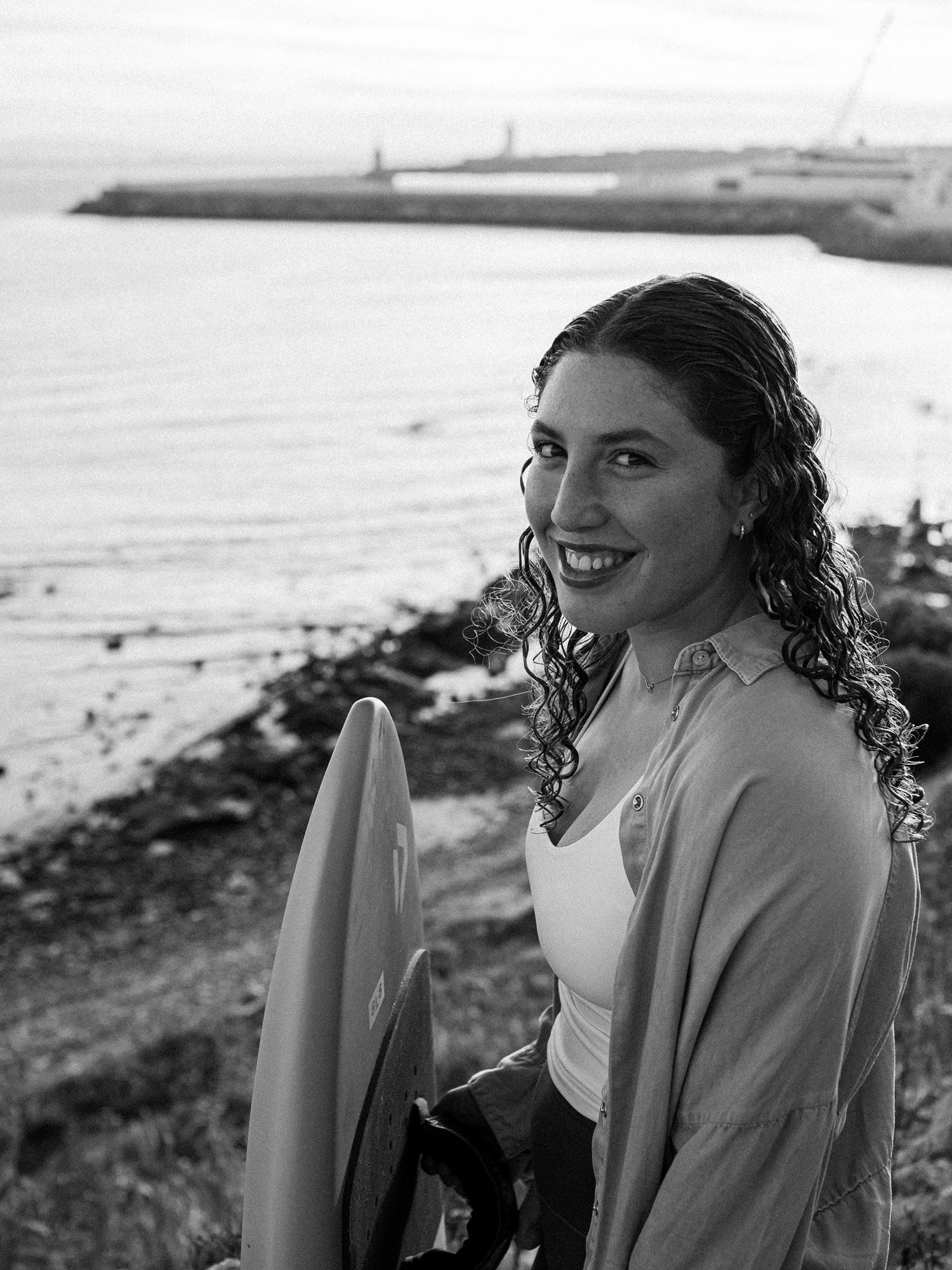
Nia Suardiaz (2023)

Nia Suardiaz Münzinger (* 14. Februar 2007 in Tarifa, Spanien) ist eine spanische Wingfoilerin. Im Jahr 2023 wurde sie mit nur 16 Jahren die jüngste Weltmeisterin in der Geschichte dieser Wassersportart. Seitdem hat sie mehrere Weltmeistertitel gewonnen.

## Werdegang
Nia Suardiaz wurde als Tochter eines spanischen Vaters und einer deutschen Mutter geboren.
Im Jahr 2022 wurde sie erstmals Jugend-Weltmeisterin im Wingfoilen in den Disziplinen Freestyle und Slalom und verteidigte ihre Titel erfolgreich in den Jahren 2023 und 2024. 2022 gewann sie zudem mehrere Weltcup-Wettbewerbe und errang ihre ersten Vizeweltmeistertitel in der Erwachsenenkategorie in den zwei Disziplinen Freestyle und Slalom. Im selben Jahr gewann Nia Suardiaz außerdem die Europameisterschaft im Wingfoil Slalom auf Rhodos, Griechenland.
2022 wurde sie zudem spanische Meisterin im Wingfoilen in den Disziplinen Freestyle und Slalom – und verteidigte diesen nationalen Titel in den Jahren 2023, 2024 und 2025.
Im Jahr 2023 wurde sie mit nur 16 Jahren erstmals Weltmeisterin bei den Erwachsenen in zwei Disziplinen – Freestyle und Slalom. Im selben Jahr gewann sie auch den Red Bull Rockets Award in Pozo Izquierdo, Gran Canaria, für den höchsten Sprung. 2023 sicherte sie sich außerdem den Titel bei der Europameisterschaft der Wingfoil Race Class in Athen, Griechenland.
Ein Jahr später wurde sie 2024 im Alter von 17 Jahren Weltmeisterin in vier Disziplinen: Freestyle, Freefly Slalom, Big Air und Wingfoil Racing – und Vizeweltmeisterin in der Disziplin Welle (Wave).
Im Januar 2025 gewann Nia Suardiaz den ersten Indoor-Wettbewerb im Wingfoilen, der auf der Boot-Messe in Düsseldorf ausgetragen wurde. Im darauffolgenden Monat schrieb Nia Suardiaz Geschichte, als sie den Weltmeistertitel in der Disziplin Welle (Wave) in Sal, Kapverdische Inseln, gewann – und somit als erste Athletin Weltmeistertitel in allen existierenden Wingfoil-Disziplinen errang.

## Sportliche Erfolge
| Jahr | Rang | Wettbewerb                                  | Austragungsort                     | Bemerkung                                             |
| ---- | ---- | ------------------------------------------- | ---------------------------------- | ----------------------------------------------------- |
| 2022 | 1    | Campeonato de España Wingfoil               | Chiclana, Spanien                  | Spanische Meisterin. Disziplinen Freestyle und Slalom |
| 2022 | 1    | GWA Youth World Cup Wingfoil                | Saint Pierre de la mer, Frankreich | Jugend Weltmeisterin Freestyle                        |
| 2022 | 1    | GWA Youth World Cup Wingfoil                | Saint Pierre de la mer, Frankreich | Jugend Weltmeisterin Slalom                           |
| 2022 | 1    | GWA European Championships                  | Rhodos, Griechenland               | GWA European Champion. Disziplin Slalom               |
| 2022 | 2    | GWA Wingfoil World Tour                     | Taiba, Brasilien                   | Vize-Weltmeisterin Freestyle                          |
| 2022 | 2    | GWA Wingfoil World Tour                     | Taiba, Brasilien                   | Vize-Weltmeisterin Slalom                             |
| 2023 | 1    | Campeonato de España Wingfoil               | Chiclana, Spanien                  | Spanische Meisterin. Disziplinen Freestyle und Slalom |
| 2023 | 1    | IWSA European Championships Wingfoil Racing | Athen, Griechenland                | Europameisterin Disziplin Racing                      |
| 2023 | 1    | GWA Youth World Cup Wingfoil                | La Palma, Spanien                  | Jugend Weltmeisterin Freestyle                        |
| 2023 | 1    | GWA Youth World Cup Wingfoil                | La Palma, Spanien                  | Jugend Weltmeisterin Slalom                           |
| 2023 | 1    | Red Bull Rocket Award                       | Pozo Izquierdo, Spanien            | Gewinnerin höchster Sprung                            |
| 2023 | 2    | GWA Wingfoil World Tour                     | Pozo Izquierdo, Spanien            | Vize-Weltmeisterin Bjg Air                            |
| 2023 | 1    | GWA Wingfoil World Tour                     | Hvide Sande, Dänemark              | Weltmeisterin Freestyle                               |
| 2023 | 2    | GWA Wingfoil World Tour                     | Dakhla, Marokko                    | Vize-Weltmeisterin Wave                               |
| 2023 | 1    | GWA Wingfoil World Tour                     | Cauipe, Brasilien                  | Weltmeisterin Slalom                                  |
| 2024 | 1    | Campeonato de España Wingfoil               | Chiclana, Spanien                  | Spanische Meisterin. Disziplinen Freestyle und Slalom |
| 2024 | 1    | GWA Youth World Cup Wingfoil                | La Palma, Spanien                  | Jugend Weltmeisterin Slalom                           |
| 2024 | 1    | GWA Youth World Cup Wingfoil                | La Palma, Spanien                  | Jugend Weltmeisterin Freestyle                        |
| 2024 | 1    | GWA Wingfoil World Tour                     | Pozo Izquierdo, Spanien            | Weltmeisterin Big Air                                 |
| 2024 | 1    | GWA Wingfoil World Tour                     | Fuerteventura, Spanien             | Weltmeisterin Freestyle                               |
| 2024 | 2    | GWA Wingfoil World Tour                     | Ibiraquera, Brasilien              | Vize-Weltmeisterin Wave                               |
| 2024 | 1    | IWSA Wingfoil Racing World Tour             | Jericoacoara, Brasilien            | Weltmeisterin Wingfoil Racing                         |
| 2024 | 1    | GWA Wingfoil World Tour                     | Jericoacoara, Brasilien            | Weltmeisterin Slalom                                  |
| 2025 | 1    | GWA Indoor World Cup                        | Düsseldorf, Deutschland            | Gewinnerin Indoor World Cup                           |
| 2025 | 1    | GWA Wingfoil World Tour                     | Sal, Kapverdische Inseln           | Weltmeisterin Wave                                    |